# Нерих, Вальтер
Вальтер Нерих (нем. Walter Nährich; 30 августа 1909, Бойтен, Германская империя — 9 апреля 1993) — гауптштурмфюрер СС, военный преступник, заместитель командира полиции безопасности и СД в Бордо. После войны был заочно осуждён во Франции, но проживал в Германии и к судебной ответственности привлечён не был.

## Биография

### Деятельность в годы Второй мировой войны
До войны работал в качестве правительственного помощника в министерстве внутренних дел в Саарской области, потом в военной администрации в оккупированной Франции. С лета 1942 года был заместителем командира полиции безопасности и СД в Бордо. На этой должности руководил депортацией евреев из Бордо   в концлагеря. Нерих принимал участие в совещании руководителя еврейского департамента во Франции Теодора Даннекера, где депортация именовалась эвфемизмом «высылка». В 1944 году был отправлен на Восточный фронт, где в 1945 году попал в советский плен, но не был опознан из-за того, что переоделся в униформу люфтваффе и назвался чужим именем. После несчастного случая на работах в 1947 году он был освобождён.

### Послевоенная карьера
В ходе денацификации был классифицирован как «последователь». Изучал юриспруденцию и в 1950 году получил докторскую степень по праву в университете Бонна. Работал в строительной компании своего тестя, которую возглавил в 1956 году. В 1969 году закрыл строительный бизнес и переехал вместе с семьёй в Саар. Там он пытался получить разрешение на будущее получение пенсии как бывший правительственный советник; в итоге решение было успешно принято в 1976 году.

### Арест во Франции и судебное разбирательство в ФРГ
В 1952 году был заочно приговорён к смертной казни французским судом в Меце. Не зная об этом, Нерих отправился во Францию и прибыл в Бордо, где был опознан и арестован. Когда он был временно освобождён из-под стражи, сумел бежать в Германию. Он проигнорировал просьбу министерства юстиции вернуться во Францию. Там он вновь был приговорён заочно, но уже к трём годам тюремного заключения. 
Последующие судебные разбирательства в Германии привели к обвинительному заключению в 1983 году, но 74-летний обвиняемый был признан недееспособным для суда. Расследование против него было прекращено, и он снова стал получать пенсию. В ходе допросов и выступлений в качестве свидетеля на судебном процессе в 1983 году Нерих утверждал, что депортированные люди были отправлены на работу на Восток и что он ничего не знал об их уничтожении, хотя было доказано, что среди отправленных людей были старики и маленькие дети. Умер в 1993 году.